# Mutt
Mutt est un client de messagerie libre en mode console pour les systèmes Unix. Il a été créé par Michael Elkins en 1995 et publié sous licence GNU GPL. Il ressemblait initialement à Elm (en), mais de nos jours, le logiciel qui s'en rapproche le plus serait slrn.

## Fonctionnalités
Mutt supporte plusieurs formats de boîtes aux lettres électroniques, notamment Maildir et Mbox. Il supporte également plusieurs protocoles (dont POP3 et IMAP). Il offre enfin le support des types MIME, notamment le type MIME-PGP avec lequel il s'intègre très bien.
Pour envoyer du courrier, il communique traditionnellement avec un Mail transfer agent installé sur le même ordinateur, par l'interface Sendmail, mais peut également contacter directement un serveur SMTP.
Il offre des possibilités de configuration très étendues. On peut ainsi modifier tous les raccourcis claviers et créer des macros pour les actions complexes. Toutes les options de configuration peuvent être modifiées dynamiquement, notamment en fonction du contenu d'un courrier reçu, sur le point d'être envoyé, ou du nom de la boîte aux lettres ouverte.
On peut également personnaliser la coloration et l'agencement de l'interface. Ce mode commande pour effectuer des actions et sa personnalisation le rapproche de l'éditeur de texte Vim.
Mutt est utilisé entièrement au clavier et supporte les fils de discussion, ce qui facilite le déplacement dans les longues discussions, telles qu'on peut en trouver dans les listes de discussions. Les messages sont écrits avec un éditeur de texte externe (contrairement à Pine, qui inclut son propre éditeur connu sous le nom de Pico).

## Slogan
Le slogan de Mutt est « All mail clients suck. This one just sucks less », que l'on peut traduire par « Tous les logiciels de courrier électronique sont nuls. Celui-là l'est juste un peu moins. ». Les développeurs et les utilisateurs de mutt prétendent que, bien que tous les clients de courrier aient des défauts, mutt est celui qui en a le moins. L'expression « Foo sucks less » est devenue dans le jargon informatique, une forme de compliment.